# Starzęcin
Starzęcin – mała osada kociewska w Polsce położona w województwie pomorskim, w powiecie tczewskim, w gminie Subkowy. Osada jest integralną częścią składową sołectwa Radostowo.
W latach 1975–1998 miejscowość administracyjnie należała do województwa gdańskiego.